# Боринг, Эдвин
Эдвин Боринг (англ. Edwin Boring, полное имя Edwin Garrigues (Gary) Boring; 1886 — 1968) — американский экспериментальный психолог, профессор психологии в университетах Кларка и Гарварда, который впоследствии стал одним из первых историков психологии. В 1928 году был президентом Американской психологической ассоциации.

## Биография
Родился 23 октября 1886 года в Филадельфии в семье квакеров, интересующихся наукой. Его старшая сестра Элис была зоологом.
С 1904 года Эдвин изучал электротехнику в Корнеллском университете, получив диплом инженера в 1908 году. Затем устроился на работу в сталелитейную компанию Bethlehem Steel в Пенсильвании. Он вернулся в университет, чтобы получить степень магистра в области физики, но увлёкся психологией и изучал у Айзека Бентли (англ. Isaac Madison Bentley) психологию животных. Сам Боринг отмечал, что его интерес к психологии начался в 1905 году, когда в университете он посещал психологический факультатив Эдварда Титченера.
В 1914 году Боринг получил степень доктора философии. В это время его жена Lucy Day присоединилась к исследовательской группе Титченера. Вместе с женой они сотрудничали с учёным до его смерти в 1927 году, а в 1929 году Боринг опубликовал свою работу The History of Experimental Psychology. Во время Первой мировой войны Эдвин не был призван на военную службу из-за рождения сына. Американский психолог Роберт Йеркс предложил ему присоединиться к его группе по тестированию интеллекта. Позже Боринг был назначен начальником психологической экспертизы в лагере Camp Upton в Лонг-Айленде. В 1918 году ему было предложено работать в армии, но учёный продолжил свои работы по тестирования интеллекта, чем он занимался впоследствии на протяжении всей своей жизни.
В 1920 году Борингу была предложена должность в Гарвардском университете, одновременно он продолжил опыты с Йерксом в Миннесоте. Однако перед началом работы в Гарварде, президент Университета Кларка Грэнвилл Холл, предложил ему работу в качестве профессора экспериментальной психологии в своём вузе. Здесь Боринг проработал до прихода нового президента — Wallace Walter Atwood, с которым у него начались разногласия. Учёный получил новые предложения из Гарвардского и Стэнфордского университетов, выбрав первый.
Его пребывание в Гарварде едва не закончилось в самом начале, когда Боринг попал в автомобильную аварию. Ему проломило череп и в течение шести недель он находился в больнице. Также травма привела к временной амнезии. Но Боринг был принят директором лаборатории в 1924 году и занимал эту должность до 1949 года, когда ушел в отставку. В 1928 году он получил должность профессора и в том же году был президентом Американской психологической ассоциации. В 1933 году президентом Гарвардского университета стал Джеймс Конант, который уделял психологии значительно больше внимания нежели прежний президент, и в 1934 году он по предложению Боринга открыл в университете кафедру психологии и философии. Боринг стал первым заведующим кафедрой психологии, но спустя два года он оставил должность Гордону Олпорту.
В 1945 году Эдвин Боринг был избран председателем Комитета по публикациям Американского философского общества. В 1966 году в Американской психологической ассоциации было создано подразделение, по истории психологии. Боринг отказался баллотироваться в его президенты и был избран «почётным президентом» за признание его работ. За значительный вклад Боринга в психологию, Роберт Йеркс назвал его «Мистер психологии» (англ. Mr. Psychology).
Умер 1 июля 1968 года в Кембридже, штат Массачусетс, от миеломной болезни. Похоронен на городском кладбище Маунт-Оберн.
C 1914 года Эдвин Боринг был женат на Lucy May Day (1886—1996), американском психологе. У них родилось четверо детей. Интересно, что их первенец-сын родился 11 января 1916 года  — в день рождения Эдварда Титченера.

## Некоторые труды
- A History of Experimental Psychology (1929).
- The Physical Dimensions of Consciousness (1933).
- Sensation and Perception in the History of Experimental Psychology (1942).
- Introduction to Psychology (1938).
- Sensation and perception in the history of experimental psychology (1942, New York: Appleton-Century-Crofts).
- Psychology for the Fighting Man (1943).
- Psychology for the Armed Services (1945).
- Foundations of Psychology (1948, with Herbert Langfeld and Harry Weld).
- A History of Experimental Psychology (1950, Englewood Cliffs, NJ: Prentice-Hall).
- Psychologist at Large: an Autobiography and Selected Essays (1961).
- History, Psychology, and Science: Selected Papers (1963).
- A Source Book in the History of Psychology (1965, as editor, with Richard J. Herrnstein).
- History of Psychology in Autobiography (vols I-IV, 1930-1952).